# راتاتوسكر

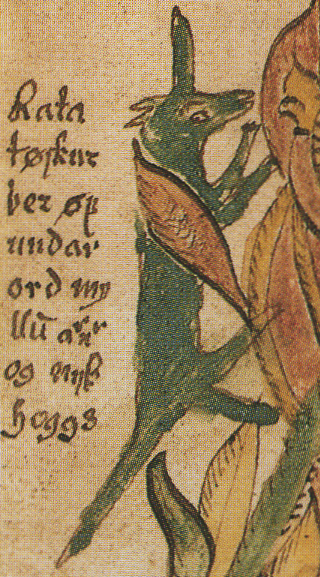
مخطوطة آيسلندية من القرن السابع عشر تصور راتاتوسكر. على الرغم من عدم تفسيره في المخطوطة وعدم إثباته بطريقة أخرى، إلا أن راتاتوسكر في هذه الصورة يحمل قرنًا أو نابًا.

في الميثولوجيا الإسكندنافية، راتاتوسكر هو (في الإسكندناوية القديمة، يُنظر إليه عمومًا على أنه «سن المثقاب»  أو «السن المجوف» ) سنجاب يركض صعودًا وهبوطًا على شجرة العالم إغدراسيل لنقل الرسائل بين النسر الجاثم على قمة إغدراسيل، والثعبان (Níðhöggr)، الذي يسكن تحت أحد الجذور الثلاثة للشجرة. تم توثيق راتاتوسكر في أشعار الإيدا، الذي تم تجميعها في القرن الثالث عشر من مصادر تقليدية سابقة، ونثر الإيدا، الذي كتبه سنوري سترلسون في القرن الثالث عشر.

## التسمية
يحتوي اسم (Ratatoskr) على كلمتين: (rata) و (toskr). يُعتقد عمومًا أن كلمة (toskr) تعني «ناب». وكلمة (rati) تعني «المسافر». وفقًا لفيجفوسون (Guðbrandur Vigfússon)، فإن راتاتوسكر يعني «ناب المسافر» أو «ناب المُتسلق».
افترض سوفوس بوغ أن اسم راتاتوسكرهو لفظ دخيل من الإنجليزية القديمة يعني «سن الجرذ».

## شواهد

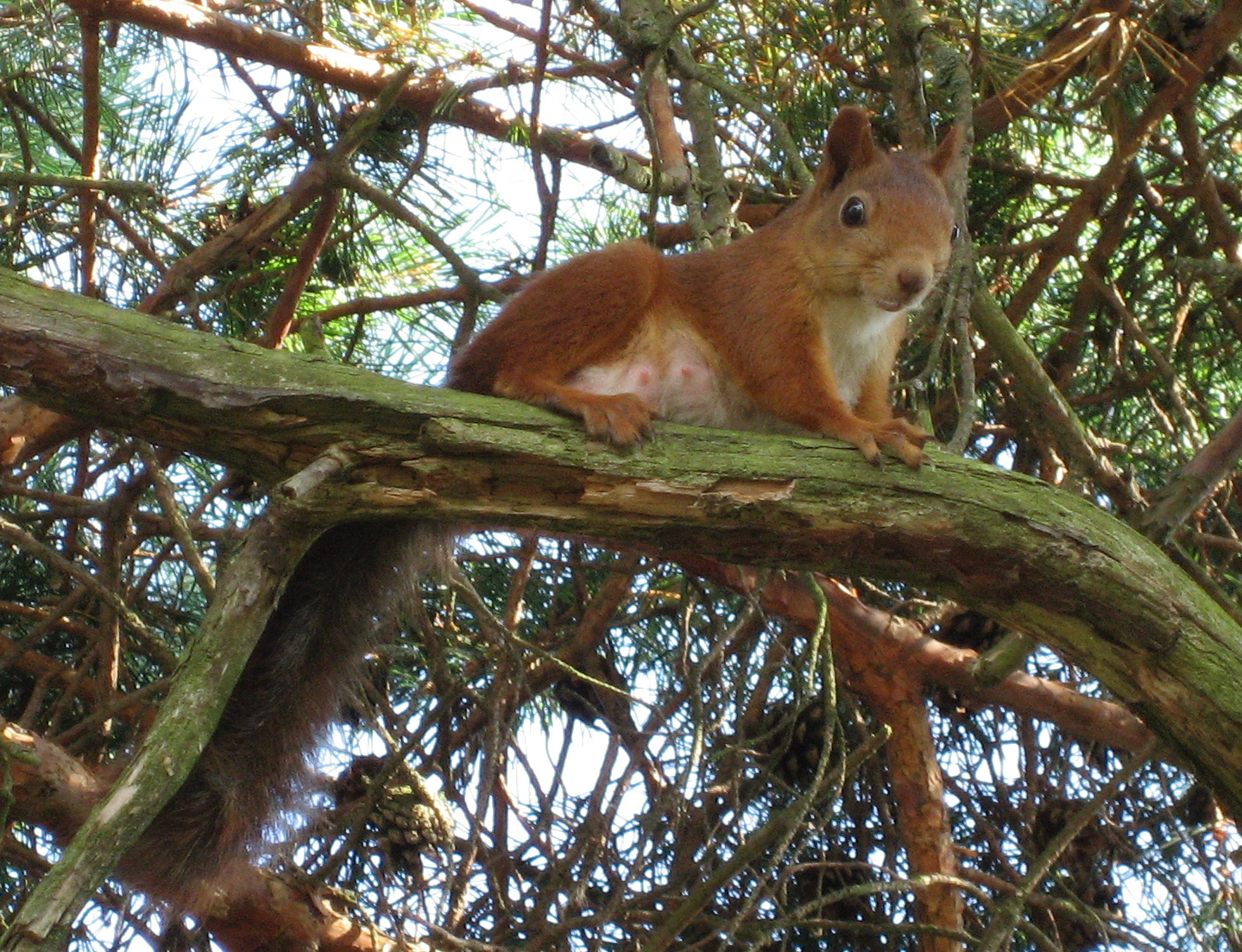
سنجاب أحمر في شجرة دائمة الخضرة في النرويج

في قصيدة إيدا الشعرية المُعنونة بـ (Grímnismál)، يقول الإله أودين أن راتاتوسكر يجري صعودًا وهبوطًا في إغدراسيل. ويحمل رسائل بين النسر الجاثم على قمة إغدراسيل، والثعبان (Níðhöggr)، الذي يسكن تحت أحد الجذور الثلاثة للشجرة.

يوصف راتاتوسكر في نثر إيدا النثر، الفصل 16:
نسر يجلس على قمة الرماد وله معرفة بأشياء كثيرة. بين عينيه يجلس الصقر المسمى (Vedrfolnir) [. . . ]. السنجاب المسمى راتاتوسك [...] يجري لأعلى وأسفل الرماد.

## نظريات
وفقًا لرودولف سيميك، «ربما لا يمثل السنجاب سوى تفاصيل زخرفية للصورة الأسطورية لرماد العالم في (Grímnismál)». وتقول هيلدا إليس ديفيدسون، التي تصف شجرة العالم، أن السنجاب يقضمها - مما يعزز دورة التدمير وإعادة النمو المستمرة، ويفترض أن الشجرة ترمز إلى الوجود المتغير باستمرار. يقول جون ليندو أنه «في الملاحم، نادرًا ما يكون الشخص الذي يُثير الخلافات أو يُساهم في استمرارها في مرتبة عالية، مما قد يفسر تخصيص هذا الدور في الأساطير لحيوان غير مهم نسبيًا».
وضع ريتشارد ثورنجتون جونيور وكاتي فيريل نظرية مفادها أن «دور راتاتوسك ربما يكون مستمدًا من عادة سنجاب الأشجار الأوروبية السنجاب الأحمر في إصدار نداء توبيخ استجابةً للخطر».

## في الثقافة الشعبية
يظهر راتاتوسكر في لعبة فيديو إله الحرب سنة 2018، حيث لديه القدرة على تزويد اللاعب بأدوات علاجية. يظهر أيضًا كشخصية قابلة للعب في لعبة سمايت. كما ظهر في لعبة فيديو (Young Thor) عام 2010. 
يظهر راتاتوسكر أيضًا في لعبة الفيديو أساسنز كريد فالهالا لعام 2020.